# Johnny Laboriel
Juan José Laboriel López (Ciudad de México, 9 de julio de 1942-Ciudad de México, 18 de septiembre de 2013), conocido como Johnny Laboriel, fue un cantante y actor comediante mexicano. Se especializó en el género de rock and roll y formó parte del grupo Los Rebeldes del Rock, el primer grupo de rock en español en México.

## Biografía y carrera
Fue hijo del actor y compositor Juan José Laboriel y de la actriz Francisca López de Laboriel, originarios de La Ceiba, Honduras, y hermano del bajista Abraham Laboriel y de la cantante Ella Laboriel. En 1958 ingresó en el grupo de rock and roll Los Rebeldes del Rock, donde comenzó su carrera profesional, y alcanzó fama por la interpretación de las canciones Rock del angelito (Rockin' Little Angel) y “Melodía de amor” pero logró una serie de más de 50 éxitos en la radio, casi todos como cantante de Los Rebeldes del Rock. En 1963 inició su carrera como solista. Entre sus éxitos se encuentran: “Corre Sansón corre”, “Cuando florezcan los manzanos”, “El chico Danielito” (“Danny Boy”), “Historia de amor”, “Kansas City”, “El mechón”, “La bamba”, “La hiedra venenosa”, “Luces de Nueva York”, “Muévanse todos”, “Recuerdas cuando”, “Un tonto como yo” y “Yakety yak”, entre otras. 
Concursó en nueve ocasiones para el Festival OTI de la Canción. En 1978 interpretó la canción “Señora corazón”, de Felipe Gil, con la cual obtuvo el quinto lugar de la eliminatoria nacional.
Participó como invitado en varios programas de televisión Los Polivoces, Musical Nescafé, Variedades con Manuel el Loco Valdés, El club de la televisión, Las pellizcadas de Doña Márgara Francisca, Siempre en domingo con Raúl Velasco, Mala noche no y La movida con Verónica Castro. En 1989 incursionó como actor de telenovela en Carrusel interpretando el papel del padre de Cirilo.
En 1999, fue invitado a participar en la banda sonora original de la película mexicana Todo el poder, acompañando vocalmente a Alejandro Rosso, de la banda mexicana Plastilina Mosh, el tema: “Tómbola”, cover del tema utilizado en la película del mismo nombre.[cita requerida]
En el 2004, fue invitado por Álex Lora para participar en el aniversario número 36 de la banda El Tri. Este concierto conocido como 35 Años y lo que falta todavía se celebró el 12 de octubre en el Auditorio Nacional, fue grabado en disco y DVD. 
En 2006, fue invitado por Luis Álvarez el Haragán para participar en el aniversario número 16 de la banda El Haragán y Compañía. Este concierto se celebró el 3 de noviembre de 2006 en el Teatro Metropólitan.
En 2013, participó en el capítulo 2 de Tropikal forever La Serie Gratis haciendo el papel de "El Doctor", un científico loco experto en cambios de look. Este fue uno de sus últimos trabajos.
Poco antes de morir, Johnny Laboriel también colaboró con la banda de Rockabilly Mexicana Rebel Cats. Este trabajo se puede encontrar en el disco "Rebel Cats y sus Amigos".

## Vida personal
Poco se sabe de su vida personal. Cuenta con nacionalidad hondureña. Sin embargo algunas personas cercanas a él decían que era muy sencillo y humilde como persona aunque tendía a ser grosero cuando el momento lo ameritaba, cuando era invitado en televisión (generalmente algunos programas de comedia) siempre se le dejaba improvisar chistes de acuerdo con su tono de piel así como otras sátiras similares (visto en el programa mexicano La Hora Pico). Sus vestimentas en sus últimos años se vieron influidas por la escena hippie y hare krishna.[cita requerida]

### Muerte
Johnny Laboriel falleció la madrugada del 18 de septiembre de 2013, debido a un padecimiento derivado del cáncer de próstata que sufrió durante seis meses, hecho que lo obligó a cancelar los últimos conciertos que tenía previstos.